# 谢葆璋
謝學朗（1865年—1940年）字葆璋，號鏡如，女作家冰心父亲，福州长乐县人。毕业于北洋水师学堂。曾任北洋水师枪炮官，北洋舰队来远舰枪炮二副，煙臺海軍學校創校為校長，后任中华民国临时政府海军司令部二等参谋官。

## 親人
- 父 謝鑾恩
  - 長兄 謝學廉（字「葆琨」、號「耿如」）
  - 次兄 謝學清（字「葆珪」、號「穆如」）
  - 谢葆璋，行三
    - 女 謝婉瑩（筆名「冰心」）
    - 長子 謝冰涵（筆名「冰仲」）
    - 次子 謝冰傑（筆名「冰雪」）
    - 三子 謝冰楫（筆名「冰季」）

  - 四弟 謝學浚（字「葆球」、號「哲如」）[1]

## 社会评价
女儿谢婉莹：“早晨勇敢的灿烂的太阳，自然是父亲了。他从对山的树梢，雍容尔雅地上来，他温和又严肃地对我说：‘又是一天了！’我就欢欢喜喜地坐起来，披衣从廊上走到屋里去，开始一天新的生活。”